# Angélica Balado
Angélica Balado Várguez (Tekax, 6 de marzo de 1960-Mérida, 1 de enero de 2024) fue una cantante, docente y compositora mexicana.

## Biografía
Hija de Ana María Várguez Cáceres y Marcos Balado Alonzo.
Compuso más de trecientas canciones, dentro de las que se encuentran jingles, cantos litúrgicos, villancicos, canciones para niños, canciones y jingles de campañas oficiales, obras de teatro musical y poesía.
Fue ganadora del Festival de Canciones a la Mujer de México. Fue galardonada por el Instituto de Cultura de Yucatán, el Ayuntamiento de Mérida con la Medalla Guty Cárdenas, la Universidad Autónoma de Yucatán y el Museo de la Canción Yucateca.
Angélica Balado falleció el 1 de enero de 2024 a los 63 años, en Mérida.

## Canciones
Algunas de sus canciones conocidas son:
- Vuela y canta por México
- Piel de barro